# Andrej Rybakou
Andrej Rybakou (bělorusky Андрэй Рыбакоў, často zapisován také rusky Андрей Рыбаков; * 4. března 1982, Mogilev, Běloruská SSR) je běloruský vzpěrač. Je vysoký 1,76 m; celou svou vrcholnou kariéru dosud absolvoval ve váhové kategorii do 85 kg.
Je několikanásobným mistrem světa a Evropy. Z Olympijských her 2004 si přivezl překvapivou stříbrnou medaili (startoval dokonce až ve skupině „B“). Kromě toho drží světový rekord v trhu, jenž je jeho parádní disciplínou, jak v juniorské (182 kg z Havířova 2002; do 85 kg), tak i v seniorské věkové kategorii (187 kg z Čiang Mai 2007; do 85 kg). Světový rekord během své kariéry překonal již několikrát. Byl zvolen vzpěračem roku 2007.

## Sportovní úspěchy

### 2002
- Mistrovství světa juniorů ve vzpírání 2002, Havířov, Česko
  -  Trh, do 85 kg (182,5 kg)
  -  Dvojboj, do 85 kg (370 kg; 182,5 + 187,5 kg)

### 2003
- Mistrovství Evropy ve vzpírání 2003, Loutráki, Řecko
  -  Trh, do 85 kg (180 kg)
  - 6. místo: Dvojboj, do 85 kg (370 kg; 180 + 190 kg)

### 2004
- Mistrovství Evropy ve vzpírání 2004, Kyjev, Ukrajina
  -  Trh, do 85 kg (180 kg)
  - ?. místo: Dvojboj, do 85 kg (370 kg; 180 + 190 kg)

- Olympijské hry 2004, Athény, Řecko
  -  Dvojboj, do 85 kg (380 kg; „malé“ medaile se neudělují; B-skupina; 180 + 200 kg)

### 2005
- Mistrovství světa ve vzpírání 2005, Dauhá, Katar
  -  Trh, do 85 kg (185 kg; B-skupina)
  - 5. místo: Dvojboj, do 85 kg (380 kg; B-skupina)

### 2006
- Mistrovství Evropy ve vzpírání 2006, Władysławowo, Polsko
  -  Trh, do 85 kg (186 kg)
  -  Nadhoz, do 85 kg (206 kg)
  -  Dvojboj, do 85 kg (392 kg)
- Mistrovství světa ve vzpírání 2006, Santo Domingo, Dominikánská republika
  -  Trh, do 85 kg (180 kg)
  -  Nadhoz, do 85 kg (203 kg)
  -  Dvojboj, do 85 kg (383 kg)

### 2007
- Mistrovství světa ve vzpírání 2007, Čiang Mai, Thajsko
  -  Trh, do 85 kg (187 kg)
  -  Nadhoz, do 85 kg (206 kg)
  -  Dvojboj, do 85 kg (393 kg)

### 2008
- Olympijské hry 2008, Peking, ČLR
  -  Dvojboj, do 85 kg (394 kg; „malé“ medaile se neudělují; 185 + 209 kg)[2]

### 2011
- Mistrovství světa ve vzpírání 2011, Paříž, Francie
  -  Trh, do 85 kg (178 kg; B-skupina)
  - 7. místo: Dvojboj, do 85 kg (368 kg; B-skupina)